# Алиева, Земфира Джумшуд кызы
Земфира Джумшуд кызы Алиева (14 мая 1991, Тольятти, Россия) — российский боец смешанных единоборств.
Училась в Сибирском государственном университете путей сообщения с 2009 по 2014 год. 
Проживает в городе Новосибирске.
Принимала участие в турнирах по боксу.
Имеет спортивные звания: МСМК по ММА, КМС по боксу, КМС по панкратиону, КМС по рукопашному бою.

## Спортивные достижения
- Чемпионка России по ММА в весовой категории 56,7[3].
- Член сборной России по ММА[4].
- Бронзовый призёр чемпионата мира по ММА[5].
- Чемпионка Сибирского Федерального Округа по Боксу.
- Многократная чемпионка НСО по Боксу.
- Многократная чемпионка НСО по Панкратиону.
- Чемпионка НСО по ММА.
- Чемпионка Фестиваля боевых искусств по Вовинам Вьет Во Дао.
- Чемпионка 8 регионального турнира класса В по Боксу, г. Абакан.